# 논곡중학교 (경기)
논곡중학교(論谷中學校)는 대한민국 경기도 시흥시 논곡동에 있는 공립 중학교이다.

## 학교 연혁
- 2005년 12월 26일 : 논곡중학교 5학급 설립인가
- 2006년 3월 1일 : 정양섭 초대 교장 부임
- 2006년 3월 3일 : 제1회 입학식(178명 남 94명, 여 84명)
- 2009년 2월 12일 : 제1회 졸업식(158명)
- 2022년 9월 1일 : 이미옥 제7대 교장 취임
- 2023년 1월 6일 : 제15회 졸업식(64명, 누계 1,659명)
- 2024년 1월 4일 : 제16회 졸업식(58명)
- 2024년 3월 4일 : 제19회 입학식(59명)

## 참고 자료
- 논곡중학교 - 한국교육학술정보원 학교알리미